# Gabriele Gabrielli (pittore)
Gabriele Gabrielli (Livorno, 1895 – Livorno, 1919) è stato un pittore italiano.
Fu un individuo inquieto, solitario e ossessionato dalla morte, tanto che si suicidò all'età di 24 anni. Il suo stile pittorico era tenebroso, simbolico, incentrato sui colori – egli stesso diceva: «Mi esprimo coi colori come il musicista si esprime con le sue note e soltanto il letterato con le sue parole. Tengo lontana dal mio spirito ogni seduzione che non mi venga dal colore» – e dall'atmosfera macabra e cupa (i suoi autori preferiti erano Edgar Allan Poe e Charles Baudelaire).
Ebbe come maestro Benvenuto Benvenuti (Livorno, 1881 - Livorno, 1959), cui dedicò una poesia che è il miglior commento e la migliore esemplificazione della sua natura visionaria e dalla sua ossessione per la morte e l'oscurità:
Le sue opere vennero apprezzate dai collezionisti livornesi. Si dice che uno di questi, rifornitolo di vino, lo chiudesse nello studio per farlo lavorare. L'utilizzo dell'alcol come mezzo per acutizzare le visioni tenebrose di cui Gabriele Gabrielli si cibava, lo accosta ulteriormente ad artisti come Edgar Allan Poe.

## Opere
- L'angelo della morte (1918); Livorno, collezione privata; olio su tavola; cm 50,5 x 38,5.
- I fiori del male; Livorno, Museo Fattori; olio su tela; cm 50,5 x 38,5.
- Il catafalco (1916); Livorno, Museo Fattori; olio su tavola; cm 29,5 x 38,5.
- La morte che traccia il solco (1917); Livorno, collezione Eredi Benvenuti; olio su tavola; cm 56 x 74.
- Senza Titolo; Lucca, collezione privata Mirko Mugnani; olio su tela; cm 52 x 72.

| Controllo di autorità | SBN SBNV035633 |